# 온라인 혐오 발언
온라인 혐오 발언은 인종, 종교, 민족성, 성적 지향, 장애 또는 성별에 기초하여 사람 또는 집단을 공격할 목적으로 온라인에서 발생하는 발언의 한 유형이다. 온라인 혐오 발언은 쉽게 정의되지 않지만, 그것이 제공하는 비하 또는 비인간화 기능에 의해 인식될 수 있다.
시민적, 정치적 권리에 관한 국제규약(ICCPR)과 같은 다자간 조약들은 그것의 윤곽을 정의하려고 노력해왔다. 다중 이해관계자 프로세스(예: 라바트 행동 계획)는 더 많은 명확성을 가져오려고 노력해왔고 증오 메시지를 식별하기 위한 메커니즘을 제안했다. 국가 및 지역 기관들은 지역 전통에 더 뿌리를 둔 그 용어에 대한 이해를 증진하려고 노력해왔다.
인터넷의 속도와 도달 범위는 가상 세계에서 각국 정부가 국가 입법을 시행하는 것을 어렵게 만든다. 소셜 미디어는 공적 표현을 위한 사적인 공간이며, 이는 규제 당국을 어렵게 한다. 이러한 공간을 소유한 일부 기업들은 온라인 혐오 발언을 다루는 것에 더 대응하게 되었다.

## 정의

### 편파적 발언
혐오표현의 개념은 표현의 자유와 개인·집단·소수권의 충돌, 존엄·자유·평등의 개념과 맞닿아 있다. 쉽게 규정하지 않고 그 기능에 의해 인정받을 수 있다.
국내 및 국제법에서 혐오 발언은 대상의 사회적 또는 인구 통계학적 정체성에 기초하여 차별, 적대감, 급진화, 언어 및 물리적 폭력 행위를 포함하여 피해에 대한 선동을 옹호하는 표현을 의미한다. 혐오 발언은 폭력적인 행위를 옹호, 위협 또는 장려하는 발언을 포함할 수 있지만 이에 제한되지는 않는다. 이 개념은 표적 차별, 적대감 및 폭력적 공격을 부채질할 수 있다는 가정 하에 편견과 편협함의 풍토를 조성하는 표현으로도 확장될 수 있다. 정치 선거와 같은 중요한 시기에 혐오 발언의 개념은 조작되기 쉬울 수 있다. 혐오 발언을 선동한다는 비난은 정적들 사이에서 거래되거나 반대 및 비판을 억제하기 위해 권력자들에 의해 사용될 수 있다. 혐오 발언(텍스트, 이미지 또는 사운드를 통해 전달되는 것)은 그것이 제공하는 기능을 저하시키거나 비인간화하는 기능을 통해 근사치로 식별될 수 있다.
법학자이자 정치 이론가인 Jeremy Waldron은 혐오 표현은 항상 두 가지 메시지를 포함한다고 주장한다. 첫째, 외부 집단의 구성원들이 환영받지 못하거나 두려움을 느끼도록 하는 것. 둘째, 내부 집단의 구성원들이 그들의 혐오스러운 믿음이 합법적이라고 느끼도록 하는 것.

### 온라인 혐오표현의 특성
UN 인권이사회 소수자 문제 특별보고관이 온라인에서 목격한 혐오 발언의 확산은 새로운 도전을 제기한다. 혐오 발언을 방지하기 위해 만들어진 소셜 네트워킹 플랫폼과 단체들은 온라인에서 유포되는 혐오 메시지가 점점 더 보편화되고 있다는 것을 인식하고 적절한 대응을 개발하기 위해 전례 없는 관심을 이끌어냈다. 전 세계적으로 온라인에서 혐오 발언 사례를 수집하는 웹 기반 애플리케이션인 HateBase에 따르면, 혐오 발언 사례의 대부분은 민족성과 국적에 기반한 개인을 대상으로 하지만, 종교와 사회 계층에 초점을 맞춘 혐오 선동 또한 증가하고 있다.
온라인 혐오 표현은 오프라인에서 발견되는 유사한 표현들과 본질적으로 다르지 않지만, 온라인 콘텐츠와 그 규제에 고유한 독특한 도전들이 있다. 그러한 도전들은 그것의 영구성, 순회성, 익명성 그리고 복잡한 관할권 간 특성과 관련이 있다.

#### 영속성
혐오 발언은 여러 플랫폼에 걸쳐 다른 형식으로 오랫동안 온라인에 머물 수 있으며, 이는 반복적으로 연결될 수 있다. 온라인 혐오 방지 연구소의 CEO인 Andre Oboler는 "콘텐츠가 이용 가능한 상태로 오래 남아 있을수록, 그것은 피해자들에게 더 많은 피해를 입히고 가해자들에게 힘을 실어줄 수 있다. 만약 여러분이 초기 단계에서 콘텐츠를 제거한다면, 여러분은 노출을 제한할 수 있다. 이것은 쓰레기를 치우는 것과 같이, 그것은 사람들이 쓰레기를 버리는 것을 막지 않지만, 만약 여러분이 문제를 돌보지 않는다면 그것은 단지 쌓이고 더 악화될 것이다"라고 말했다. 유행하는 주제들을 중심으로 조직된 트위터의 대화들은 혐오 메시지의 빠르고 광범위한 확산을 촉진할 수 있지만, 그것들은 또한 영향력 있는 연사들이 메시지를 피하고 폭력을 선동하는 인기 있는 스레드를 끝낼 수 있는 기회를 제공한다. 반대로, 페이스북은 여러 스레드가 병렬로 계속되고 눈에 띄지 않게 할 수 있다. 특정 개인과 집단을 불쾌하게 하고, 차별하고, 조롱하는 더 오래 지속되는 공간을 만든다.

#### 익명성
익명성은 또한 온라인 혐오 발언을 다루는 것에 도전을 제시할 수 있다. 인터넷 토론은 익명이거나 가명일 수 있는데, 이것은 사람들이 그들의 의견을 표현하는 것이 더 안전하다고 느끼도록 만들 수 있지만 파괴적인 행동을 쉽게 가속화할 수 있다. The Sentinel Project의 운영 책임자인 Drew Boyd는 다음과 같이 말했다. "인터넷은 사람들이 그들이 발견되지 않을 것이라고 생각하기 때문에 끔찍한 말을 할 수 있는 능력을 개인들에게 부여한다. 사람들이 말하는 것의 결과를 처리해야 할 때 실제 생활보다 혐오를 훨씬 더 편안하게 느끼기 때문에 이것은 온라인 혐오 발언을 매우 독특하게 만드는 것이다." 중국과 한국은 소셜 미디어를 위한 실명 정책을 시행한다. 페이스북, 링크드인, 그리고 쿼라는 온라인 혐오 발언에 대한 더 많은 통제를 갖기 위해 실명제를 활성화하려고 노력해왔다. 그러한 조치는 사생활에 대한 권리와 자유로운 표현과의 상호작용을 침해하는 것으로 보여지기 때문에 깊은 논쟁이 되어왔다.
인터넷 "트롤"은 온라인 혐오 발언의 많은 사례를 게시하는데, 이들은 일반적으로 충격적이고 저속하며 명백하게 부정적인 반응을 유발하기 위한 의도를 가진 전체적인 사실이 아닌 콘텐츠를 게시하는 가명 사용자이며, 이들은 동일한 의견을 공유하는 경우 독자에게 영향을 미치거나 그들의 신념으로 끌어들이기 위한 것일 수도 있다. 또한 소셜 미디어는 급진적이고 극단적인 정치 또는 종교 집단이 반체제적이고 반정치적인 정확성의 메시지를 퍼뜨리고 인종차별적이고 반 페미니스트이고 동성애 혐오적이며 트랜스포비아적인 신념과 이념을 촉진하기 위해 협력할 수 있는 플랫폼을 제공했다. 완전 익명의 온라인 커뮤니케이션은 사용자가 쉽게 식별할 수 없도록 고도의 기술적 조치를 사용해야 하기 때문에 드문 경우이다.

#### 인공지능
페이스북과 같은 일부 기술 회사들은 혐오 발언을 감시하기 위해 인공지능(AI) 시스템을 사용한다. 그러나, 그 시스템들은 인간이 가지고 있는 판단 기술을 결여하고 있기 때문에, 인공지능은 혐오 발언을 감시하는 효과적인 방법이 아닐 수도 있다. 예를 들어, 사용자는 혐오 발언으로 분류되거나 커뮤니티 지침을 위반하는 것을 게시하거나 댓글을 달 수 있지만, 목표 단어의 철자가 틀리거나 일부 글자가 기호로 대체되면, 인공지능 시스템은 그것을 인식하지 못한다. 이러한 약점은 코로나19 동안 "백신" 대신 "바크신"의 사용과 같은 의도적인 잘못된 철자를 사용하여 검열 알고리즘을 회피하려는 시도의 확산으로 이어졌다. 그러므로, 인간은 혐오 발언을 감시하는 인공지능 시스템을 계속 감시해야 한다. 즉, 작업의 마지막 10% 또는 1%가 완료하기 가장 어렵다는 것을 의미한다.

## 참조
1. ↑  Johnson, N. F.; Leahy, R.; Johnson Restrepo, N.; Velasquez, N.; Zheng, M.; Manrique, P.; Devkota, P.; Wuchty, S. (2019년 8월 21일). “Hidden resilience and adaptive dynamics of the global online hate ecology”. 《Nature》 (Nature Research) 573 (7773): 261–265. Bibcode:2019Natur.573..261J. doi:10.1038/s41586-019-1494-7. ISSN 1476-4687. PMID 31435010. S2CID 201118236.
2. 1 2  Powell, Anastasia; Scott, Adrian J.; Henry, Nicola (March 2020).  Treiber, Kyle, 편집. “Digital harassment and abuse: Experiences of sexuality and gender minority adults”. 《European Journal of Criminology》 (Los Angeles and London: SAGE Publications on behalf of the European Society of Criminology) 17 (2): 199–223. doi:10.1177/1477370818788006. ISSN 1741-2609. S2CID 149537486. A key feature of contemporary digital society is the integration of communications and other digital technologies into everyday life, such that many of us are ‘constantly connected’. Yet the entangling of the social and the digital has particular implications for interpersonal relationships. Digital harassment and abuse refers to a range of harmful interpersonal behaviours experienced via the internet, as well as via mobile phone and other electronic communication devices. These online behaviours include: offensive comments and name-calling, targeted harassment, verbal abuse and threats, as well as sexual, sexuality and gender based harassment and abuse. Sexual, sexuality and gender-based harassment and abuse refers to harmful and unwanted behaviours either of a sexual nature, or directed at a person on the basis of their sexuality or gender identity.
3. 1 2 3 4 5 6 7  Gagliardone, Iginio; Gal, Danit; Alves, Thiago; Martinez, Gabriela (2015). 《Countering Online Hate Speech》 (PDF). Paris: UNESCO Publishing. 7–15쪽. ISBN 978-92-3-100105-5. 2022년 3월 13일에 원본 문서 (PDF)에서 보존된 문서. 2022년 3월 13일에 확인함.
4. ↑  Waldron, Jeremy (2012). 《The Harm in Hate Speech》. Harvard University Press. ISBN 978-0-674-06589-5. JSTOR j.ctt2jbrjd.
5. ↑  Izsak, Rita (2015). 《Report of the Special Rapporteur on minority issues, Rita Izsák》. Human Rights Council.
6. ↑  See Council of Europe, "Mapping study on projects against hate speech online", 15 April 2012. See also interviews: Christine Chen, Senior Manager for Public Policy, Google, 2 March 2015; Monika Bickert, Head of Global Policy Management, Facebook, 14 January 2015
7. ↑  See HateBase, Hate speech statistics, http://www.hatebase.org/popular 보관됨 2018-03-11 - 웨이백 머신
8. ↑  Interview: Andre Oboler, CEO, Online Hate Prevention Institute, 31 October 2014.
9. ↑  Mathew, Binny; Dutt, Ritam; Goyal, Pawan; Mukherjee, Animesh. 《Spread of hate speech in online social media》. ACM WebSci 2019. Boston, MA, USA: ACM. arXiv:1812.01693.
10. ↑  Citron, Danielle Keats; Norton, Helen L. (2011). “Intermediaries and Hate Speech: Fostering Digital Citizenship for Our Information Age”. 《Boston University Law Review》 (Rochester, NY) 91. SSRN 1764004.
11. ↑  Interview: Drew Boyd, Director of Operations, The Sentinel Project for Genocide Prevention, 24 October 2014.
12. ↑  Phillips, Whitney (2015). 《This Is Why We Can't Have Nice Things: Mapping the Relationship between Online Trolling and Mainstream Culture》. MIT Press.
13. ↑  Marwick, Alice; Lewis, Rebecca (2017). 《Media Manipulation and Disinformation Online.》. Data & Society Research Institute.
14. ↑  “Hateful posts on Facebook and Instagram soar”. 《Fortune》 (영어). 2020년 11월 21일에 확인함.
15. ↑  Gray, Mary; Suri, Siddharth (2019). 《GHOST WORK: How to Stop Silicon Valley from Building a New Global Underclass》. New York: Houghton Mifflin Harcourt.
16. ↑  Washington, District of Columbia 1800 I. Street NW; Dc 20006. “PolitiFact - People are using coded language to avoid social media moderation. Is it working?”. 《@politifact》 (미국 영어). 2022년 7월 5일에 확인함.